# Boney James

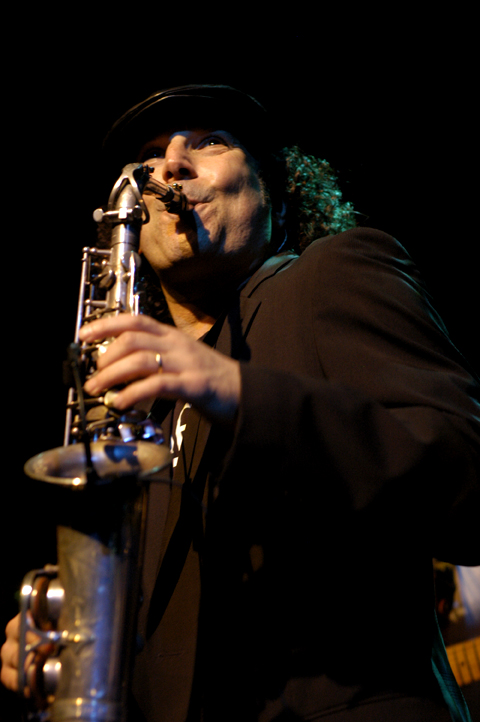
Boney James at the Jazz Cafe, 2005

James „Boney James“ Oppenheim (* 1. September 1961 in Lowell, Massachusetts) ist ein Saxophonist, der den urbanen Jazz (eine Weiterentwicklung des zeitgenössischen Smooth Jazz, der Hip-Hop-Elemente beinhaltet) popularisierte.
Boney James wurde zweimal für den Grammy nominiert und drei seiner Alben erreichten Gold-Status.

## Diskografie

### Alben
| Jahr | Titel                   | Höchstplatzierung, Gesamtwochen, AuszeichnungChartplatzierungen (Jahr, Titel, Platzierungen, Wochen, Auszeichnungen, Anmerkungen) | Höchstplatzierung, Gesamtwochen, AuszeichnungChartplatzierungen (Jahr, Titel, Platzierungen, Wochen, Auszeichnungen, Anmerkungen) | Höchstplatzierung, Gesamtwochen, AuszeichnungChartplatzierungen (Jahr, Titel, Platzierungen, Wochen, Auszeichnungen, Anmerkungen) | Anmerkungen             |
| Jahr | Titel                   | US | R&B | Jazz | Anmerkungen             |
| ---- | ----------------------- | --- | --- | --- | ----------------------- |
| 1992 | Trust                   | — | — | Jazz35 (1 Wo.)Jazz | Charteinstieg erst 1994 |
| 1994 | Backbone                | — | — | Jazz4 (48 Wo.)Jazz |                         |
| 1995 | Seduction               | US— GoldUS | — | Jazz3 (104 Wo.)Jazz |                         |
| 1996 | Boney’s Funky Christmas | — | — | Jazz4 (8 Wo.)Jazz |                         |
| 1997 | Sweet Thing             | US112 Gold · (11 Wo.)US | R&B49 (40 Wo.)R&B | Jazz2 (104 Wo.)Jazz |                         |
| 1999 | Body Language           | US91 Gold · (18 Wo.)US | R&B32 (37 Wo.)R&B | Jazz1 (101 Wo.)Jazz |                         |
| 2000 | Shake It Up             | US78 (15 Wo.)US | R&B32 (18 Wo.)R&B | Jazz1 (88 Wo.)Jazz | mit Rick Braun          |
| 2001 | Ride                    | US82 (5 Wo.)US | R&B27 (38 Wo.)R&B | Jazz2 (92 Wo.)Jazz |                         |
| 2004 | Pure                    | US66 (5 Wo.)US | R&B9 (12 Wo.)R&B | Jazz2 (55 Wo.)Jazz |                         |
| 2006 | Shine                   | US44 (5 Wo.)US | R&B6 (14 Wo.)R&B | Jazz2 (78 Wo.)Jazz |                         |
| 2007 | Christmas Present       | — | R&B70 (2 Wo.)R&B | Jazz8 (9 Wo.)Jazz |                         |
| 2009 | Send One Your Love      | US77 (4 Wo.)US | R&B21 (33 Wo.)R&B | Jazz2 (78 Wo.)Jazz |                         |
| 2011 | Contact                 | US53 (2 Wo.)US | R&B14 (16 Wo.)R&B | Jazz1 (78 Wo.)Jazz |                         |
| 2013 | The Beat                | US54 (4 Wo.)US | — | Jazz1 (77 Wo.)Jazz |                         |
| 2015 | Futuresoul              | US76 (1 Wo.)US | — | Jazz1 (69 Wo.)Jazz |                         |
| 2017 | Honestly                | US125 (1 Wo.)US | — | Jazz1 (61 Wo.)Jazz |                         |

Weitere Alben
- 1998: Sweet Thing / It’s All Good

### Singles
| Jahr | Titel Album                                           | Höchstplatzierung, Gesamtwochen, AuszeichnungChartplatzierungen (Jahr, Titel, Album, Platzierungen, Wochen, Auszeichnungen, Anmerkungen) | Höchstplatzierung, Gesamtwochen, AuszeichnungChartplatzierungen (Jahr, Titel, Album, Platzierungen, Wochen, Auszeichnungen, Anmerkungen) | Anmerkungen          |
| Jahr | Titel Album                                           | R&B | Jazz | Anmerkungen          |
| ---- | ----------------------------------------------------- | --- | --- | -------------------- |
| 2002 | Something Inside                                      | R&B35 (1 Wo.)R&B | — | feat. Dave Hollister |
| 2004 | Better With Time Pure                                 | R&B74 (10 Wo.)R&B | — | feat. Bilal          |
| 2005 | 2:01 AM Pure                                          | — | Jazz12 (18 Wo.)Jazz |                      |
| 2006 | The Total Experience Shin                             | — | Jazz1 (28 Wo.)Jazz | feat. George Duke    |
| 2007 | Hypnotic Shin                                         | — | Jazz1 (31 Wo.)Jazz |                      |
| 2008 | Skating Christmas Present                             | — | Jazz27 (1 Wo.)Jazz |                      |
| 2008 | The First Noel Christmas Present                      | — | Jazz29 (1 Wo.)Jazz | feat. Rick Braun     |
| 2008 | Let It Go                                             | — | Jazz1 (30 Wo.)Jazz |                      |
| 2008 | The Way She Walks                                     | — | Jazz17 (21 Wo.)Jazz |                      |
| 2009 | Stop, Look, Listen (To Your Heart) Send One Your Love | — | Jazz1 (28 Wo.)Jazz |                      |
| 2009 | Send One Your Love                                    | — | Jazz5 (20 Wo.)Jazz |                      |
| 2010 | Touch Send One Your Love                              | — | Jazz6 (30 Wo.)Jazz |                      |
| 2010 | I’ll Be Good To You Send One Your Love                | — | Jazz30 (1 Wo.)Jazz |                      |
| 2011 | When I Had The Chance Contact                         | R&B98 (1 Wo.)R&B | — | feat. LeToya Luckett |
| 2011 | Contact                                               | — | Jazz1 (20 Wo.)Jazz |                      |
| 2011 | Spin Contact                                          | — | Jazz1 (23 Wo.)Jazz |                      |
| 2012 | Cry Contact                                           | — | Jazz2 (19 Wo.)Jazz |                      |
| 2012 | Deep Time Contact                                     | — | Jazz10 (18 Wo.)Jazz |                      |
| 2013 | Batucada (The Beat) The Beat                          | — | Jazz1 (20 Wo.)Jazz | feat. Rick Braun     |
| 2013 | Powerhouse The Beat                                   | — | Jazz1 (22 Wo.)Jazz |                      |
| 2014 | Don’t You Worry ’Bout A Thing The Beat                | — | Jazz2 (18 Wo.)Jazz |                      |
| 2014 | Sunset Boulevard The Beat                             | — | Jazz4 (23 Wo.)Jazz |                      |
| 2015 | Drumline Futuresoul                                   | — | Jazz1 (19 Wo.)Jazz |                      |
| 2015 | Vinyl Futuresoul                                      | — | Jazz1 (20 Wo.)Jazz |                      |
| 2016 | A Little Attitude Futuresoul                          | — | Jazz1 (20 Wo.)Jazz |                      |
| 2016 | Futuresoul                                            | — | Jazz14 (11 Wo.)Jazz |                      |
| 2017 | Tick Tock Honestly                                    | — | Jazz1 (20 Wo.)Jazz |                      |
| 2018 | On The Prowl Honestly                                 | — | Jazz1 (15 Wo.)Jazz |                      |
| 2018 | Up All Night Honestly                                 | — | Jazz1 (20 Wo.)Jazz |                      |
| 2019 | Kicks Honestly                                        | — | Jazz15 (15 Wo.)Jazz |                      |

### Gastbeiträge
| Jahr | Titel Album      | Höchstplatzierung, Gesamtwochen, AuszeichnungChartsChartplatzierungen (Jahr, Titel, Album, Platzierungen, Wochen, Auszeichnungen, Anmerkungen) | Anmerkungen                                   |
| Jahr | Titel Album      | Jazz | Anmerkungen                                   |
| ---- | ---------------- | --- | --------------------------------------------- |
| 2012 | Magical          | Jazz1 (23 Wo.)Jazz | Jonathan Fritzén feat. Boney James            |
| 2014 | Bring Me Joy     | Jazz5 (20 Wo.)Jazz | Al Jarreau feat. George Duke Boney James      |
| 2018 | Persuasion       | Jazz23 (4 Wo.)Jazz | Brian Simpson feat. George Duke & Boney James |
| 2019 | Looking For Sade | Jazz27 (5 Wo.)Jazz | Peabo Bryson feat. Boney James                |